# Ja Morant
Temetrius Jamel "Ja" Morant (Dalzell, Južna Karolina, 10. kolovoza 1999.), američki je profesionalni košarkaš i član Memphis Grizzliesa.
Grizzliesi su ga odabrali kao svog drugog izbora na NBA draftu 2019. i proglasili ga NBA "novakom godine 2020." Na NBA All Star utakmici 2022. odabran je kao starter te osvojio titulu NBA igrača koji je "najviše napredovao Nagradom na kraju sezone", a poslije je bio i izabran u svoju prvu All-NBA momčad za 2022. godinu.